# Sycat
sycat (Systematische CIM Analyse Tools) ist eine Prozessmanagementsoftware zur Unternehmensgestaltung und -entwicklung. Sie bedient sich der swimlane-Darstellung, oftmals auch als Organisationsprozessdarstellung (OPD) bezeichnet, für die Aufbau- und Ablauforganisation des Unternehmens.

## Einsatzgebiete
Prozessmanagement, speziell zur Visualisierung und Beschreibung von Prozessen (Geschäftsprozessmodellierung) im Rahmen der Einführung eines Qualitätsmanagementsystems nach DIN EN ISO 9001. Weltweit sind 16.500 sycat-Lizenzen in 1.650 Unternehmen im Einsatz.

## Historie
Die von Hartmut F. Binner entwickelte Software wurde kontinuierlich durch verschiedene Komponenten ergänzt. Viele der Komponenten und Funktionen wurden direkt aus dem Beratungsgeschäft heraus als notwendig erachtet und in das Tool integriert.
Bereits 1988 wurde der Prototyp des Tools sycat anlässlich der CeBIT als erste Prozessmodellierungssoftware am Markt vorgestellt. 1999 erlangte das Modul sycat-mobile den vom Technologie-Centrum Hannover ausgeschriebenen Technologiepreis für den Einsatz innovativer Multimedia-Technologien und -Anwendungen. Unter der Schirmherrschaft des niedersächsischen Wirtschaftsministers Walter Hirche und des Wirtschaftsdezernenten der Region Hannover Hans-Georg Martensen bekam die in sycat integrierte Workflow-Lösung den Innovationspreis 2003 für herausragende Leistungen auf dem Gebiet der Informationstechnologie. Aus dem im Jahr 1994 von Binner gegründeten Unternehmen Dr. Binner CIM-House GmbH entwickelten sich 2006 das Bildungsinstitut Prof. Binner Akademie und im Jahr 2007 die binner IMS GmbH. Das Nachfolgeunternehmen binner IMS ist seit dem 1. Februar 2007 Ansprechpartner für die Software sycat und zugeordnete Dienstleistungen. Der Gründer Hartmut F. Binner ist inzwischen nicht mehr in der binner IMS GmbH tätig.
Am 1. März 2012 wurde die binner IMS GmbH in die sycat IMS GmbH umbenannt, welche die Software sycat entwickelt und verkauft. Das seit Firmengründung 1994 aktive Geschäftsfeld Consulting wurde im Zuge der Umfirmierung aus dem Unternehmen herausgenommen und ist nun Gegenstand des neu gegründeten Unternehmens proWert GmbH.
Seit dem 1. Januar 2024 gehört das Unternehmen zur JobRouter Company, einem global aktiven Anbieter von Lösungen zur digitalen Unternehmenstransformation und Hersteller einer branchenübergreifenden Low-Code-Digitalisierungsplattform.
Seit dem 5. Dezember 2024 gehören sycat und JobRouter zur Aptean, Inc. Company.

## Beschreibung
Das Prozessmanagementwerkzeug sycat ist eine modular aufgebaute Standard Software für BPM. Es ermöglicht die
- Modellierung,
- Analyse, Simulation,
- Optimierung,
- Dokumentation und
- Automatisierung (Workflow)

von Geschäfts- und Betriebsprozessen.
Geschäftsprozesse beziehen sich auf die dispositiven, planenden und steuernden Abläufe im Unternehmen. Bei den Betriebsprozessen werden die operativen Abläufe, das heißt die wertschöpfenden Aktivitäten beschrieben. Sowohl Geschäfts- als auch Betriebsprozesse können in unterschiedlicher Darstellungsweise grafisch abgebildet werden. Mit den visualisierten Prozessen wird die Grundlage für einen prozessorientierten Gestaltungsansatz der Kernprozesse gebildet. Die Arbeitsabläufe lassen sich, unabhängig von Branche und Größe eines Unternehmens, durch Betrachtungs- und Dokumentationsvarianten abbilden.

## Aufbau
sycat ist in einer Modulstruktur aufgebaut und umfasst die Bereiche:
- Prozessmanagement mit Zeit- und Kostenpotenzialanalysen
- Qualitätsmanagement und Auditmanagement
- Maßnahmenumsetzung (KVP)
- Umweltmanagement, Dokumentenverwaltung und Verteilung von Dokumenten per Intranet
- Prozessmodellierung, Geschäftsprozessmodellierung
- Prozessanalyse und Prozesssimulation
- Prozessdokumentation und Prozesscontrolling
- DV-Systemauswahl und -einführung (ERP, CAQ)

Sämtliche sycat-Module greifen auf die gleiche Datenbank zu, sodass einmal aufgenommene Daten durch die einzelnen Module weiter bearbeitet werden können. Dadurch lassen sich Prozesse aus den verschiedenen Managementsichten betrachten.

## Systemvoraussetzungen
- Betriebssystem: Windows
- Einbindung von allen gängigen Microsoft Office Anwendungen: Word, Excel und Access
- Datenbankanbindung: Microsoft SQL Server, MySQL, Oracle Database und SQLite
- Grafik-Tool: Microsoft Visio
- Schnittstellen: Workflow-, CASE-, XML- und Simulations-Systeme

## Erweiterungen
- sycat Process Designer Pro: Standardsoftware für die Modellierung, Optimierung und Dokumentation von Prozessen
- sycat Process Analyser: Tool für prozessorientierte Zeit- und Kostenerfassung sowie Potenzialanalyse und Prozesssimulation
- sycat Audit: Werkzeug zum systematischen Auditmanagement und zur Optimierung von Managementsystemen, alternativ Integration von BabtecCAQ des Herstellers Babtec
- sycat IMS Portal (ehemals Document Manager): Modul zum dynamischen Dokumentenmanagement per Intranet
- sycat Process Engine: Entwicklungsumgebung zur Erstellung, Steuerung und Kontrolle automatisierter Prozesse